# Powązki temető
A Powązki temető vagy más néven a Régi Powązki Varsó egyik legrégebbi, történelmi temetője.
A sírkert a lengyel főváros Wola városrészében található, a Visztula bal partján, az Okopowa, a Powązkowska, a Tatarska és a Jana Ostroroga utca által határolt területen. A Varsói érsekség kezelésében áll, de egy társadalmi szervezet szociális munkásai is segítik a fenntartását. A temetőben megszámlálhatatlanul sok építészeti és szobrászati kincs található, amelyek szigorú állami védelem alatt állnak.
A nyughelyet gyakran nevezik Varsó legrégibb temetőjének, de ez téves. A Kamionkowski és a Renety utcai „na Służewie” temetők már a 13. századtól léteztek.
A sírkert szomszédságában több más régi temető is található. Északi részén, a Tatarska utcai oldalon a tatár-iszlám, déli részén pedig a régi zsidó, valamint egy kaukázusi-iszlám és két evangélikus temető. Északnyugatra egy kilométerre fekszik a Powązki katonai temető.

## Története

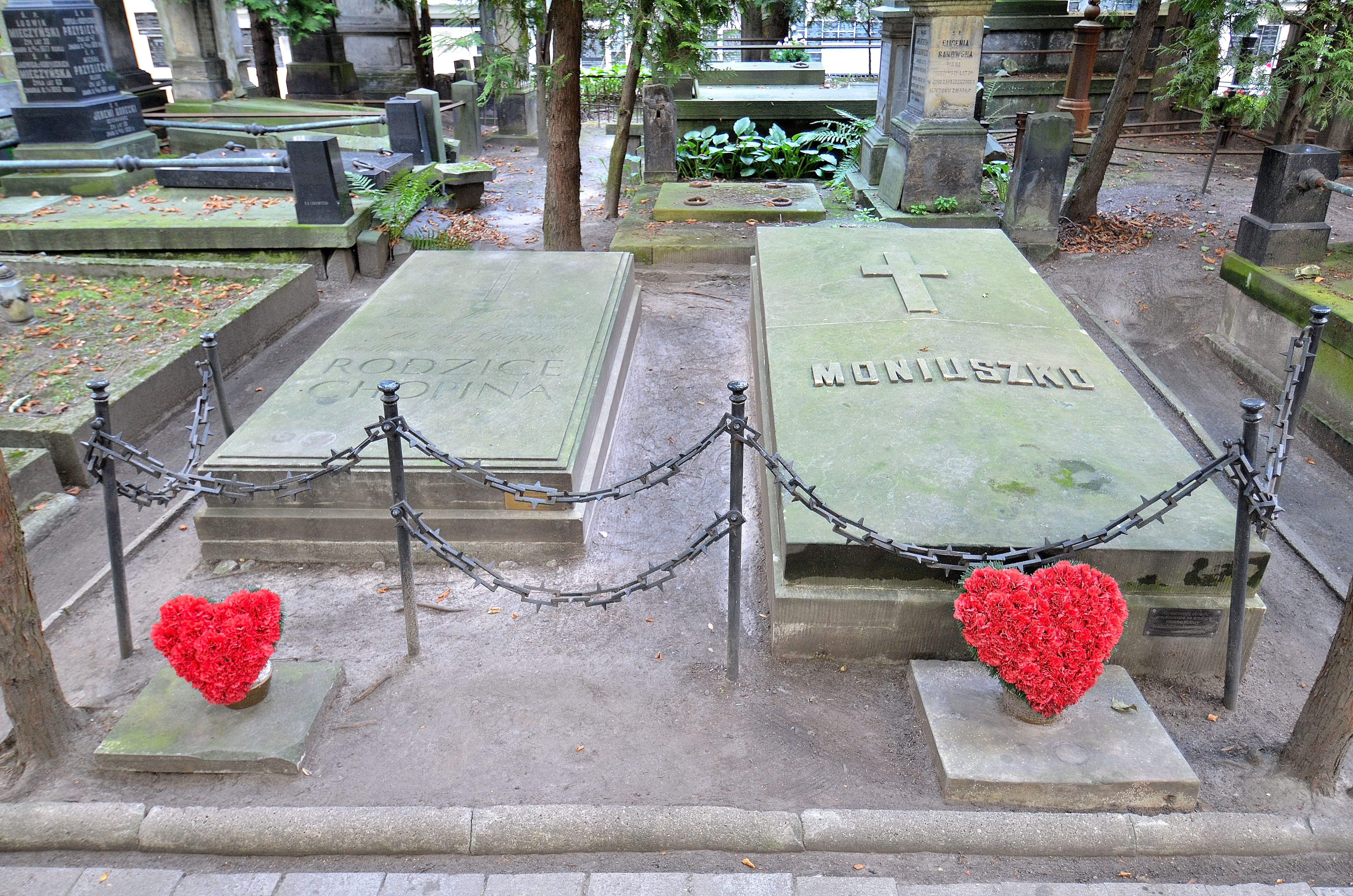
Stanisław Moniuszko és a Chopin család sírja

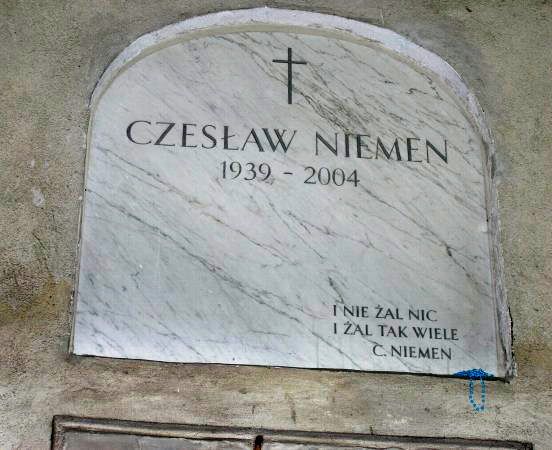
Czesław Niemen katakombája

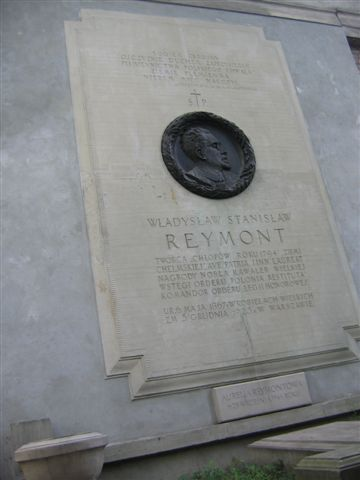
Władysław Reymont síremléke

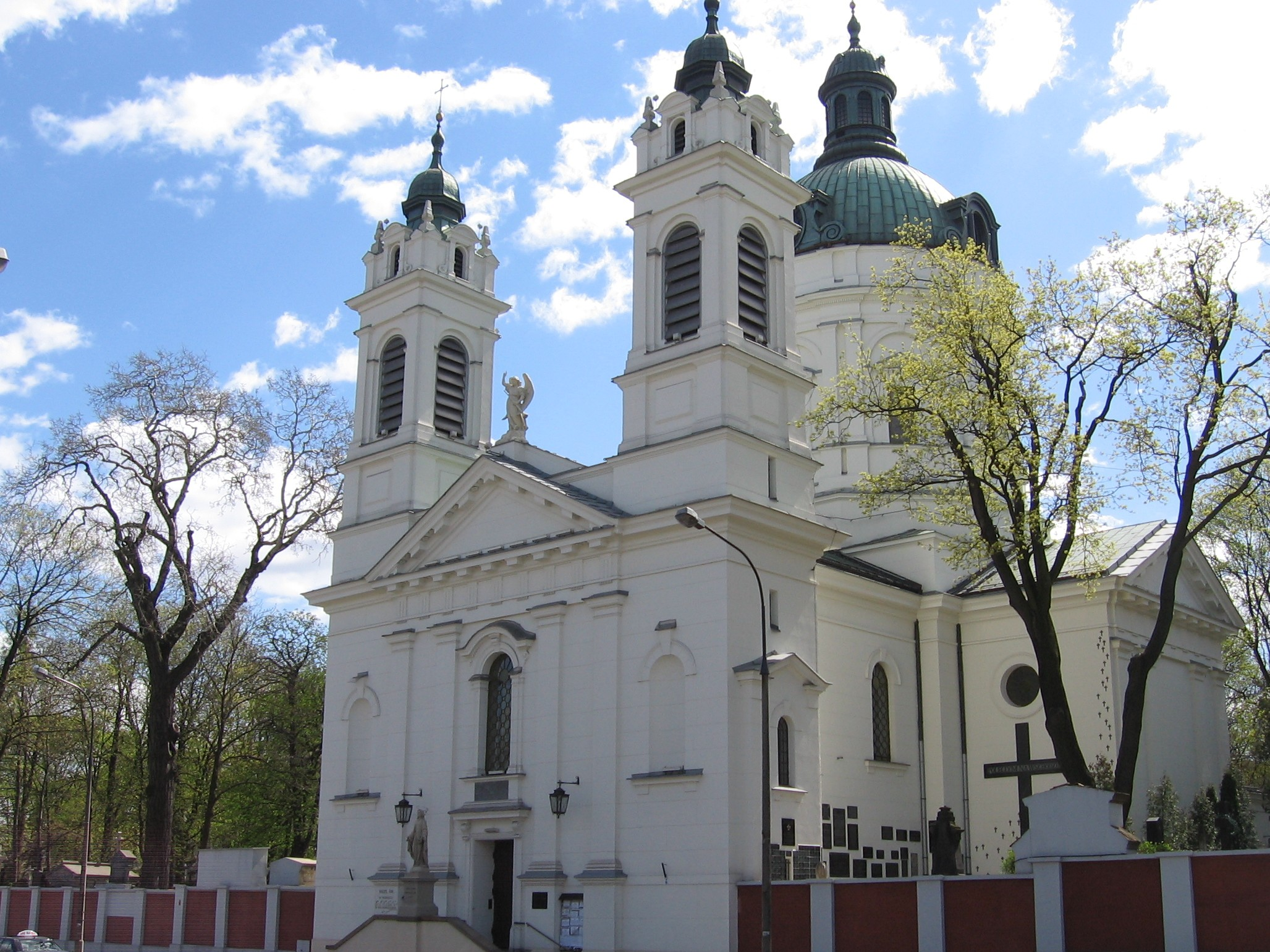
A Borromeo Szent Károly templom

Története 1790. november 4-én indult, amikor a Szymanowski család telket adományozott a városnak. 1792. május 20-án szentelték fel, a területének mérete eredetileg 2-2,5 hektár volt. Ugyanebben az évben fejezték be a Borromeo Szent Károlyról elnevezett templom építését. A Domenico Merlini itáliai építész által tervezett, II. Szaniszló Ágost király és testvére, Michał Poniatowski által alapított templom hullaházként, illetve ravatalozóként is működött.
A sírkertet többször is bővítették, napjainkban 43 hektár méretű. Összehasonlításképpen, Vatikánváros 44, a budapesti Új köztemető pedig 207 hektár nagyságú.
Kb. 1 millió embert temettek ide. Itt nyugszanak a szabadságharcok mártírjai a Kościusko-felkelés hőseitől a varsói felkelés hőseiig. 1945 után a koncentrációs táborokban elhunytak hamvait is itt helyezték el. Rajtuk kívül a lengyel társadalom számos híres és jeles képviselőjét temették ide, férfiakat és nőket, katonákat, írókat, költőket, tudósokat, orvosokat, jogászokat és papokat. Néhányuk sírja az 1925-ben kialakított Érdemesek sétányán (Alei Zasłużonych) található. A temetőben leltek végső nyughelyet Frédéric Chopin szülei és testvérei is.
A második világháború idején a temető csak kisebb károkat szenvedett, bár a háború vége felé leégett a templom és az irodahelyiségek. A megszállás alatt a Honi Hadsereg (Armia Krajowa) itt tárolta a fegyvereit, és innen juttattak élelmiszert a varsói gettóba.
2012-ben leomlott a zsidó temetőtől elválasztó fala, s 70 sír megrongálódott.
2014-ben az öt másik temetővel együtt műemlékké nyilvánították (pomnik historii).

## A Powązki temetőben nyugvó híres lengyelek
- Jerzy Andrzejewski (1909–1983), regényíró
- Tadeusz Baird (1928–1981), zeneszerző, zenepedagógus
- Wojciech Bogusławski (1757–1829), színész, színházigazgató, drámaíró, „a lengyel színház atyja”
- Franciszek Bohomolec (1720–1784), nyelvész, drámaíró, vígjátékíró, jezsuita szerzetes, az udvari nyomda vezetője, tanár
- Maria Dąbrowska (1889–1965), regény- és drámaíró, esszéista, műfordító, újságíró
- Ignacy Feliks Dobrzyński (1807–1867), zeneszerző, zongoraművész, karmester, pedagógus
- Józef Gosławski (1908–1963), szobrász és éremművész
- Maria Grzegorzewska (1888–1967), pedagógus, a lengyel gyógypedagógia nemzetközi hírű képviselője
- Zbigniew Herbert (1924–1998), költő, esszéista, drámaíró
- Kazimiera Iłłakowiczówna (1892–1983), költőnő, író, fordító
- Ireneusz Iredyński (1939–1985), író, dramaturg, forgatókönyvíró, rádiójáték- és dalszöveg-író
- Wojciech Jaruzelski (1923–2014), tábornok, kommunista politikus, 1985–1989 között az Államtanács elnöke, 1989-ben a Lengyel Népköztársaság elnöke, 1989–1990-ben a Harmadik Lengyel Köztársaság elnöke
- Jan Kiepura (1902–1966), világhírű énekes (tenor), filmszínész
- Hugo Kołłątaj (1750–1812), tanár, politikus, filozófus
- Krzysztof Komeda (1931–1969), dzsesszzenész, zongorista, filmzeneszerző
- Maria Kwaśniewska (1913–2007), gerelyhajító, olimpikon
- Witold Lutosławski (1913–1994), zeneszerző
- Tadeusz Łomnicki (1927–1992), színpadi és filmszínész
- Witold Małcużyński (1914–1977), zongoraművész
- Stanisław Moniuszko (1819–1872), zeneszerző, zongorista és orgonista, a „lengyel nemzeti opera atyja”
- Andrzej Munk (1921–1961), filmrendező és operatőr
- Czesław Niemen (1939–2004), zenész, zeneszerző, énekes
- Michał Kleofas Ogiński (1765–1833), zeneszerző, diplomata és politikus, Litvánia államkincstárnoka
- Józef Pankiewicz (1866–1940), festő, grafikus és tanár
- Witold Pilecki (1901–1948), kém, a lengyel ellenállás hőse
- Bolesław Prus (1847–1912), író, publicista
- Władysław Reymont (1867–1925), író
- Wacław Sierpiński (1882–1969), matematikus
- Stanisław Sosabowski (1892–1967), tábornok
- Edward Rydz-Śmigły (1886–1941), tábornok, politikus, államelnök 1935–1939 között
- Leopold Staff (1878–1957), költő, drámaíró, fordító
- Julian Tuwim (1894–1953), költő
- Henryk Wieniawski (1835–1880), hegedűvirtuóz és zeneszerző
- Stanisław Wojciechowski (1869–1953), politikus, a Második Lengyel Köztársaság elnöke
- Stefan Żeromski (1864–1925), prózaíró, publicista, drámaíró, „a lengyel irodalom lelkiismerete”

## Galéria

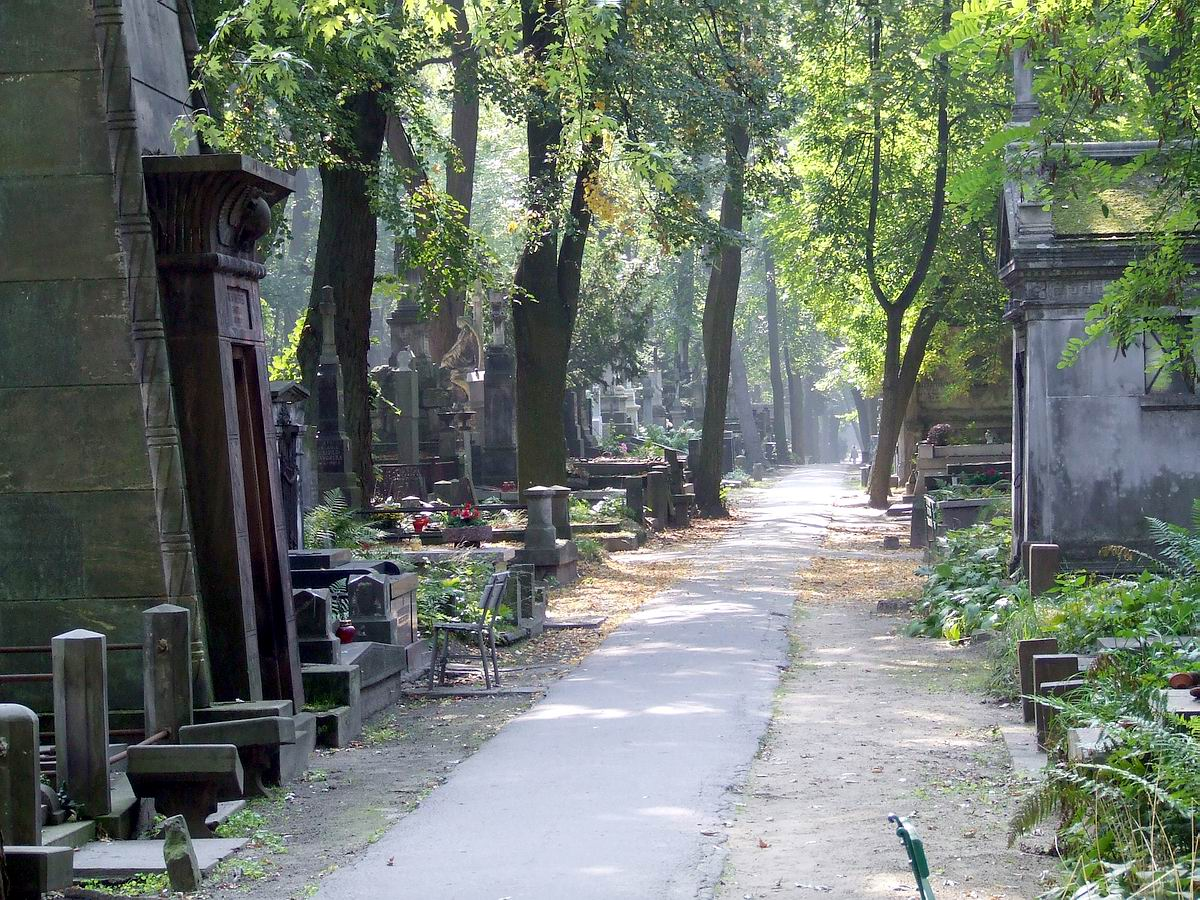
Érdemesek sétánya
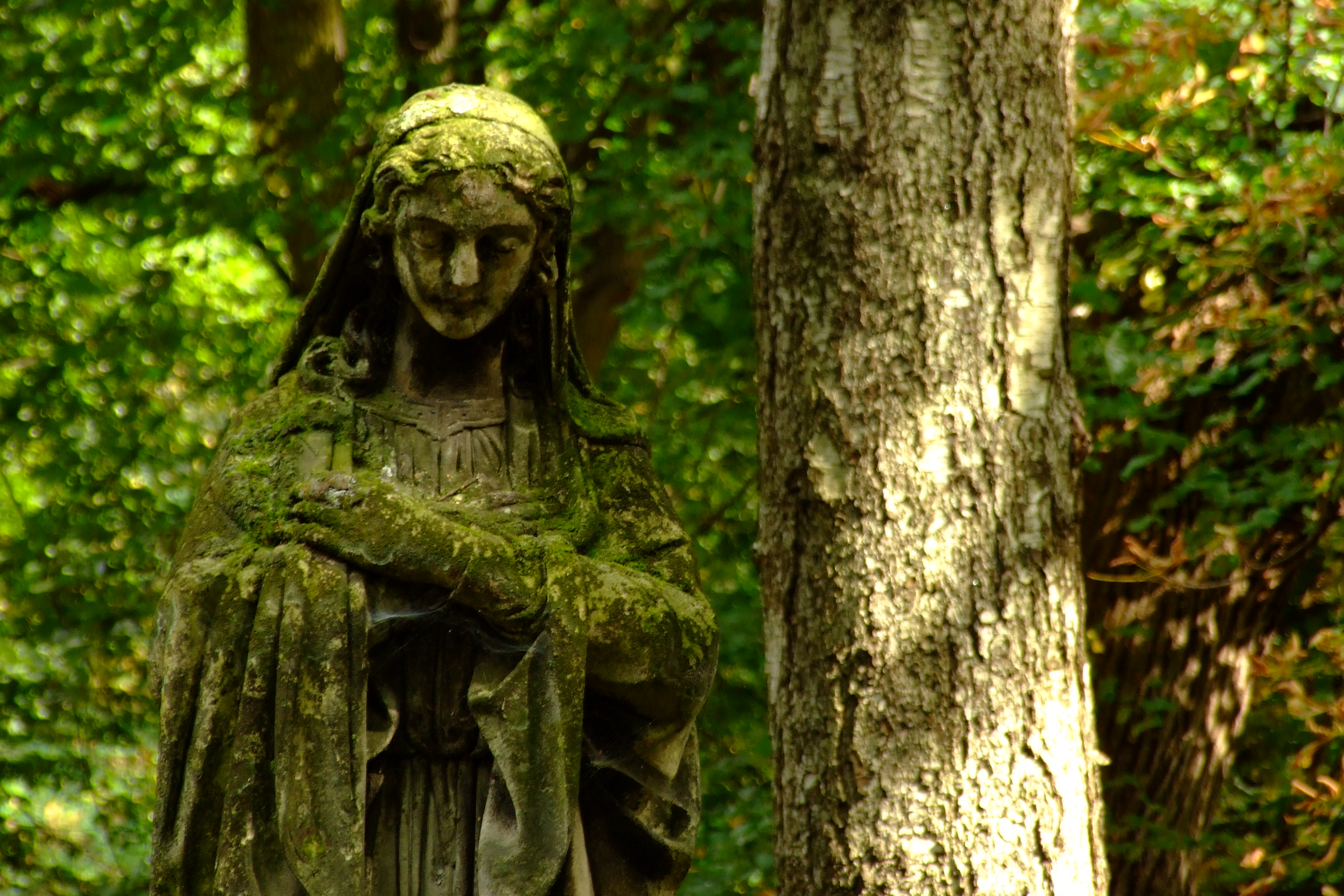
Emlékmű
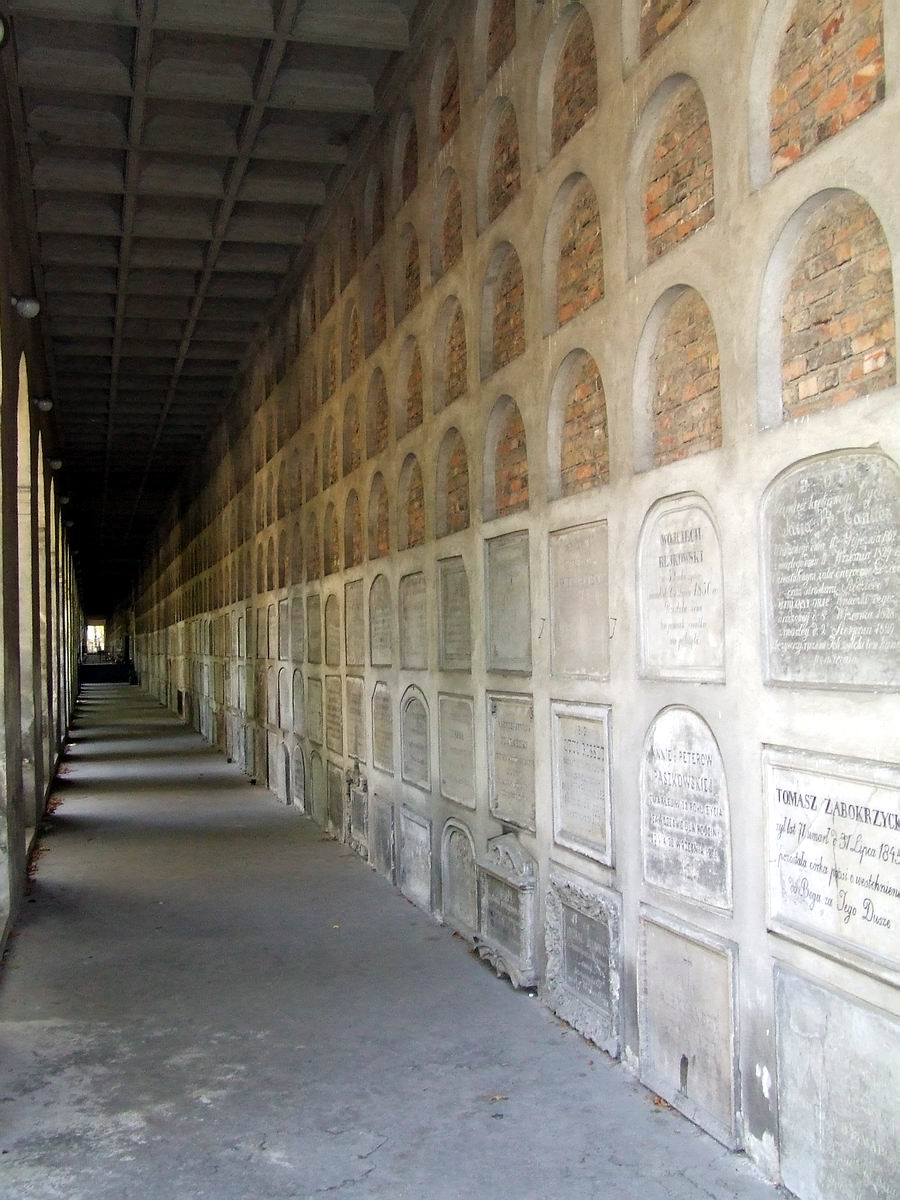
Katakombák
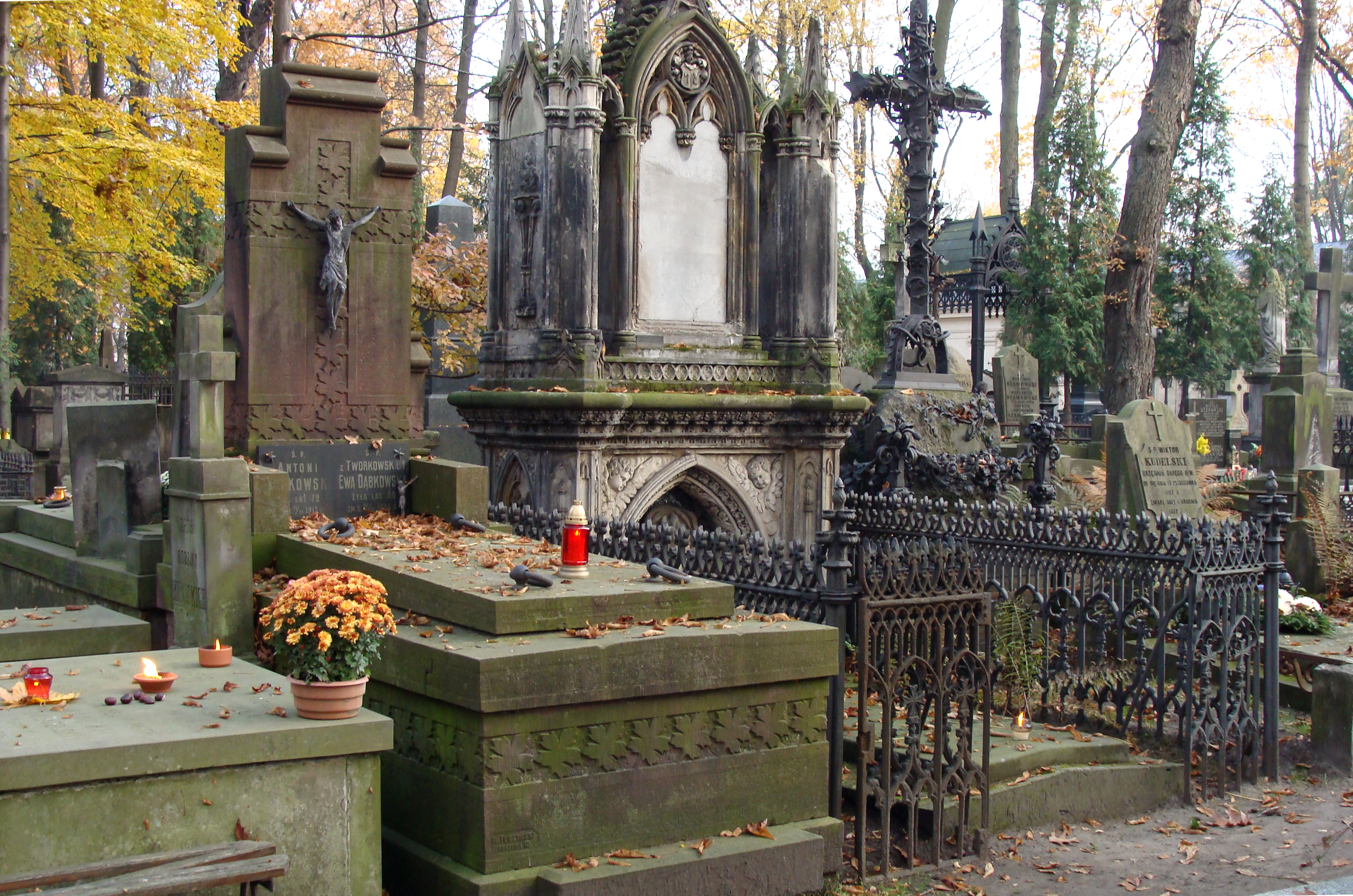
Sírok
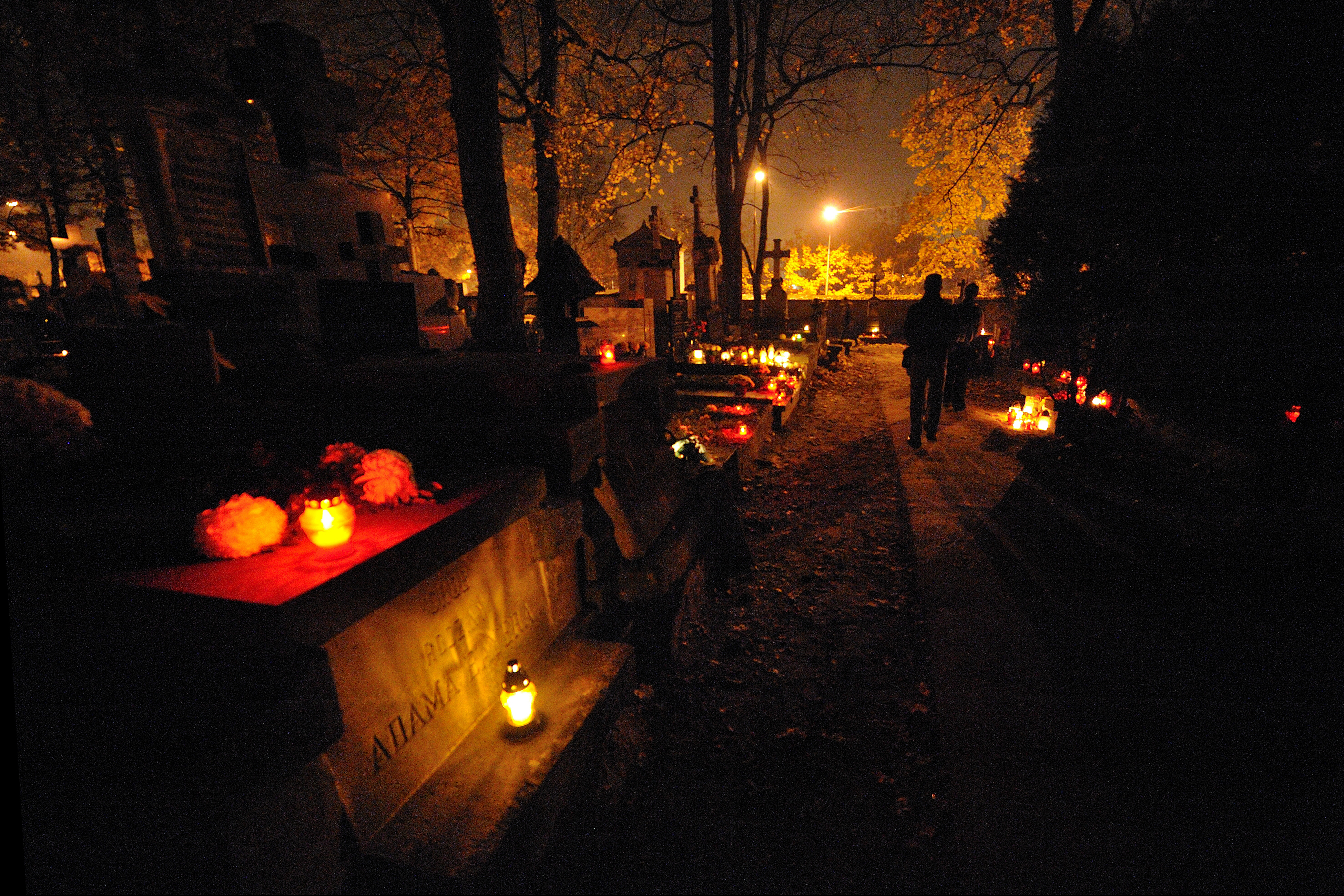
Mindenszentek estéje
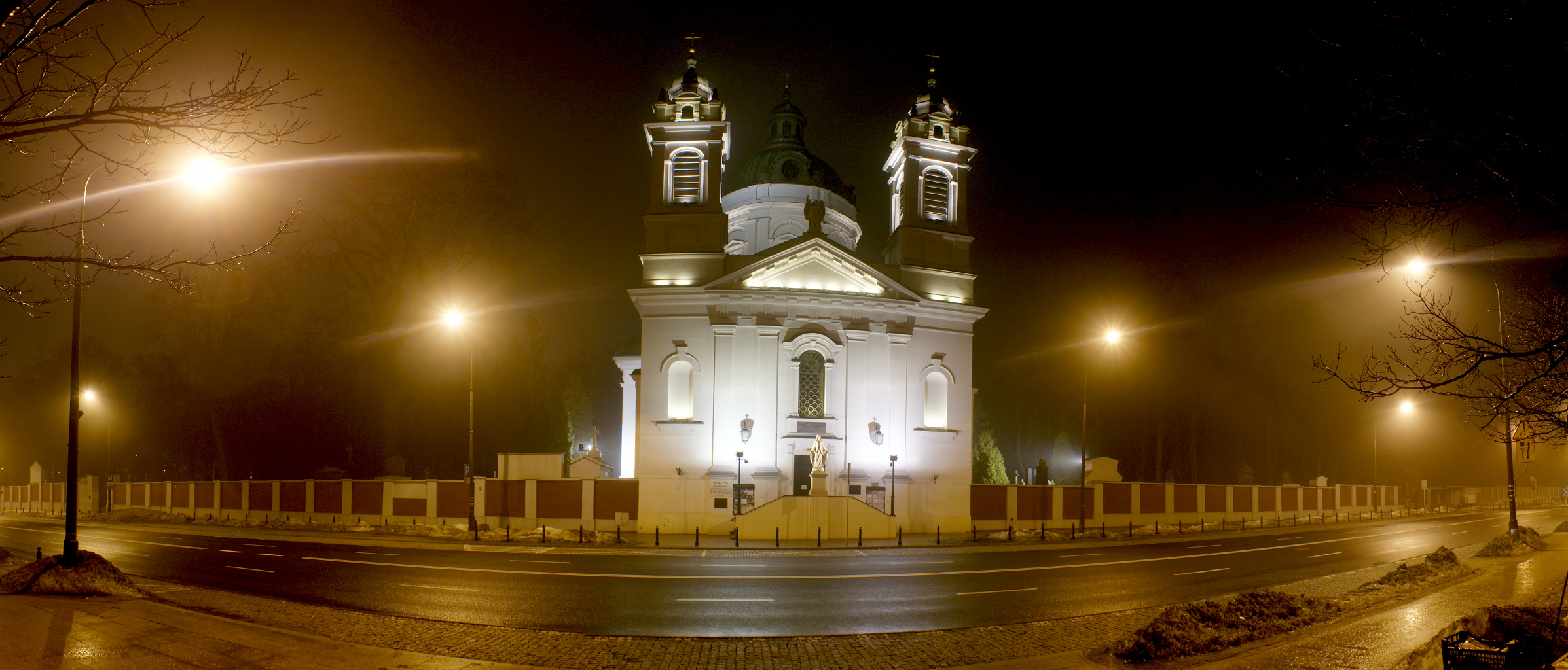
A temető temploma

## Fordítás
- Ez a szócikk részben vagy egészben a Cmentarz Powązkowski w Warszawie  című lengyel Wikipédia-szócikk ezen változatának fordításán alapul.  Az eredeti cikk szerkesztőit annak laptörténete sorolja fel. Ez a jelzés csupán a megfogalmazás eredetét és a szerzői jogokat jelzi, nem szolgál a cikkben szereplő információk forrásmegjelöléseként.